# 救いを求める女たち (エウリピデス)
『救いを求める女たち』（希: Ἱκέτιδες, Hiketides, ヒケティデス、羅: Supplices）は、古代ギリシアのエウリピデスによるギリシア悲劇の1つ。『嘆願する女たち』等とも。
アルゴスのテーバイ攻めの七将の遺体を、母親たちが引き取る物語が、エレウシスを舞台に描かれる。
上演年は分かっていない。紀元前422年頃の作品と推定される。

## 日本語訳
- 『ギリシア悲劇全集 第4巻　エウリピデス篇Ⅱ』 藤沢令夫訳、人文書院、1960年
- 『世界古典文学全集9　エウリピデス』中山恒夫訳、筑摩書房、1965年
  - 新版『ギリシア悲劇Ⅲ　エウリピデス（上）』 ちくま文庫、1986年
- 『ギリシャ悲劇全集Ⅲ エウリーピデース編Ⅰ』 内山敬二郎訳、鼎出版会、1977年
- 『ギリシア悲劇全集6 エウリーピデースⅡ』-「ヒケティデス」橋本隆夫訳、岩波書店、1991年
- 『エウリピデス 悲劇全集 2』-「嘆願する女たち」丹下和彦訳、京都大学学術出版会〈西洋古典叢書〉、2013年